# Veluwerandmeren
Veluwerandmeren este o arie protejată (arie specială de conservare — SAC, sit de importanță comunitară — SCI, arie de protecție specială avifaunistică — SPA) din Țările de Jos întinsă pe o suprafață de 6.166 ha, integral pe uscat.

## Localizare
Centrul sitului Veluwerandmeren este situat la coordonatele 52°22′48″N 5°39′43″E / 52.38°N 5.6619°E.

## Înființare
Situl Veluwerandmeren a fost declarat arie de protecție specială avifaunistică în martie 2000 pentru a proteja 21 de specii de animale. Alte tipuri de protecție:
- sit de importanță comunitară (în august 2002)
- arie specială de conservare (în februarie 2010)[1][3][4]

## Biodiversitate
Situată în ecoregiunea atlantică, aria protejată conține 3 habitate naturale: Ape puternic oligomezotrofe cu vegetație bentonică cu Chara spp., Lacuri eutrofice naturale cu vegetație de tip Magnopotamion sau Hydrocharition, Liziere de ierburi înalte hidrofile de câmpie și de nivel montan până la alpin.
La baza desemnării sitului se află mai multe specii protejate:
- păsări (18): lăcar mare (Acrocephalus arundinaceus), rață sulițar (Anas acuta), rață lingurar (Anas clypeata), rață fluierătoare (Anas penelope), rață pestriță (Anas strepera), rață-cu-cap-castaniu (Aythya ferina), rața moțată (Aythya fuligula), buhai de baltă (Botaurus stellaris), Bucephala clangula, Cygnus columbianus bewickii, egretă albă (Egretta alba), lișiță (Fulica atra), ferestraș mic (Mergus albellus), ferestrașul mare (Mergus merganser), rață cu ciuf (Netta rufina), cormoran mare (Phalacrocorax carbo), lopătar (Platalea leucorodia), corcodel mare (Podiceps cristatus)
- mamifere (1): liliac de iaz (Myotis dasycneme)
- pești (2): zvârluga (Cobitis taenia), zglăvoacă (Cottus gobio)